# Pushing 20
«Pushing 20» es una canción de la cantante estadounidense Sabrina Carpenter. Se estrenó el 8 de marzo de 2019 como sencillo de su cuarto álbum de estudio Singular: Act II (2019) a través de Hollywood Records. La canción fue escrita por Carpenter, Paul Guy Shelton II y su productor Warren "Oak" Felder.

## Antecedentes y lanzamiento
Cuando Carpenter interpretó por primera vez la canción en el Singular Tour en Orlando, Florida, le dijo a la audiencia: "Escribí esta canción porque estaba en un momento de mi vida donde ya sabes, creo que muchos de ustedes en esta multitud, sin importar la edad que tengan, pasarán por ese período de su vida en el que comienzan tomar decisiones y tener mucha más responsabilidad. Y luego tienes que pensar antes de hablar y pensar en las repercusiones de las cosas. Y hay mucho en tu plato y se vuelve muy pesado y hay un día como donde comienzas a escucharte a ti mismo antes de escuchar las opiniones de otras personas ".
El 6 de marzo de 2019, Carpenter publicó un video en sus redes sociales que decía "3/7/19 9pm pst" indicando que tenía un anuncio que hacer. La canción fue lanzada el 6 de marzo de 2019 a las 12:00 a. m. hora local en todos los países.
La canción fue escrita en octubre de 2018 por Sabrina Carpenter, Warren "Oak" Felder y Paul Guy Shelton II. Fue producida y diseñada por Felder en SuCasa Recording en Los Ángeles con Keith "Daquan" Sorrells como ingeniero asistente. La canción fue mezclada por Eric J Dubowsky en Hercules St. Studios en Sídney. Se masterizó en Sterling Sound en la ciudad de Nueva York por Chris Gehringer con Will Quinnell como asistente.

## Composición
La canción es un optimista dance-pop y R&B con elementos de hip-hop. Líricamente, habla de Carpenter que quiere lidiar con sus propias responsabilidades en lugar de las opiniones de otras personas.

## Historial de lanzamiento
| País   | Fecha              | Formato                     | Discográfica      | Ref   |
| ------ | ------------------ | --------------------------- | ----------------- | ----- |
| Varios | 8 de marzo de 2019 | Descarga digital, Streaming | Hollywood Records | [ 6 ] |